# Freoexocentrus
Freoexocentrus is een kevergeslacht uit de familie van de boktorren (Cerambycidae). De wetenschappelijke naam van het geslacht werd voor het eerst geldig gepubliceerd in 1977 door Breuning.

## Soorten
Freoexocentrus is monotypisch en omvat slechts de volgende soort:
- Freoexocentrus mirei Breuning, 1977